# Penelope Plummer
Penelope Plummer (Melbourne, 26 de outubro de 1949) é uma modelo e rainha da beleza da Austrália que venceu o concurso Miss Mundo 1968.
Aos 19 anos de idade, ela foi a primeira de seu país a levar este título.

## Biografia
Antes de ser Miss Mundo, Plummer trabalhava como bibliotecária em Kempsey, Nova Gales do Sul. Ela também era modelo.

## Miss Mundo
Penelope foi coroada no dia 14 de novembro de 1968, no Lyceum Ballroom, em Londres. Ao derrotar outras 52 concorrentes, ela recebeu no final do evento a coroa de Miss Mundo 1968.
Logo após ser coroada, ela apareceu no show natalino de Bob Hope (The 1969 Bob Hope Christmas Show) em Osan, Coreia, com a atriz Ann-Margret.

## Vida após os concursos
Aos 21 anos, casou-se com Michael Clarke em janeiro de 1971.

## Curiosidade
Em sua homenagem, uma variedade de rosa foi chamada "Penelope Plummer" em 1970. 